# Autoestrada A26 (Itália)
A Autoestrada A26 (também conhecida como Autostrada dei Trafori) é uma autoestrada da Itália que conecta Gênova a Gravellona Toce, passando por Alexandria e Vercelli. Com 197 km, é chamada de "Autoestrada dos Túneis" devido ao elevado número de túneis em seu traçado. O primeiro trecho aberto foi aquele conectando a capital da Liguria a Alexandria, inaugurado em 11 de agosto de 1977. Sua completa inauguração foi em 15 de dezembro de 1994, com a conclusão do segmento Gravellona Toce-SS 33. É gerida pela Autostrade per l'Italia, e grande parte do seu trajeto pertence à rede de estradas europeias, ao traçado das E25 e E62.

## Percurso
| GENOVA - GRAVELLONA TOCE Autostrada dei Trafori |                                                               |       |       |           |                  |
| Tipo                                            | Saída                                                         | ↓km↓  | ↑km↑  | Província | Estrada europeia |
|                                                 | Genova - Ventimiglia Livorno                                  | 0,0   | 197,1 | GE        |                  |
|                                                 | Area servizio "Turchino"                                      | 6,8   | 190,2 | GE        |                  |
|                                                 | Masone                                                        | 14    | 183   | GE        |                  |
|                                                 | Area servizio "Stura"                                         | 25,5  | 171,5 | AL        |                  |
|                                                 | Ovada                                                         | 29,9  | 167,1 | AL        |                  |
|                                                 | Diramazione Predosa - Novi Ligure                             | 45,2  | 151,8 | AL        |                  |
|                                                 | Area servizio "Bormida"                                       | 52,9  | 144,1 | AL        |                  |
|                                                 | Alessandria Sud                                               | 61,5  | 139,5 | AL        |                  |
|                                                 | Torino - Piacenza - Brescia                                   | 69,3  | 127,7 | AL        |                  |
|                                                 | Area servizio "Monferrato Est"                                | 83,5  | 113,5 | AL        |                  |
|                                                 | Casale Monferrato Sud                                         | 89,6  | 107,4 | AL        |                  |
|                                                 | Casale Monferrato Nord                                        | 94,1  | 102,9 | AL        |                  |
|                                                 | Diramazione Stroppiana - Santhià                              | 107,2 | 89,8  | VC        |                  |
|                                                 | Area servizio "Sesia"                                         | 108,2 | 88,8  | VC        |                  |
|                                                 | Vercelli Est                                                  | 116,8 | 80,2  | VC        |                  |
|                                                 | Torino - Milano                                               |       |       | NO        |                  |
|                                                 | Romagnano Sesia - Ghemme                                      | 145,1 | 51,9  | NO        |                  |
|                                                 | Borgomanero                                                   | 153,4 | 43,6  | NO        |                  |
|                                                 | Area servizio "Agogna"                                        | 154,8 | 42,2  | NO        |                  |
|                                                 | Gallarate - Gattico                                           | 159,3 | 37,7  | NO        |                  |
|                                                 | Arona                                                         | 165,5 | 31,5  | NO        |                  |
|                                                 | Barriera Lago Maggiore                                        | 166,6 | 30,4  | NO        |                  |
|                                                 | Meina                                                         | 171,1 | 25,9  | NO        |                  |
|                                                 | Brovello Carpugnino                                           | 181,3 | 15,7  | VB        |                  |
|                                                 | Baveno - Stresa                                               | 190,0 | 7,0   | VB        |                  |
|                                                 | Verbania del Lago Maggiore Lago Maggiore                      | 194,0 | 3,0   | VB        |                  |
|                                                 | Gravellona Toce del Lago Maggiore del Lago d'Orta Lago d'Orta | 194,2 | 2,8   | VB        |                  |
|                                                 | del Sempione                                                  | 197,1 | 0,0   | VB        |                  |